# Jess Walton
Jess Walton, née le 18 février 1949 à Grand Rapids, Michigan, est une actrice américaine.

## Biographie

### Jeunesse
Jess Walton quitte le domicile familial à l'âge de 17 ans et se joint à une compagnie de théâtre à Toronto. En 1969, elle déménage pour Hollywood.
Jess Walton est brièvement sortie avec un des managers de Joni Mitchell et Crosby, Stills, Nash and Young, et pendant un temps, elle s'est associée avec eux et d'autres musiciens, dont Laura Nyro and Neil Young. Dans une interview, Jess a évoqué un épisode mémorable où Nyro a enseigné à elle-même et à Mitchell comment danser la danse du ventre. Elle a déclaré que l'une des maisons figurant sur l'album Ladies of the Canyon de Joni Mitchell lui appartenait.
Dans les années 1970, après avoir chanté avec Universal Pictures, elle a tenu un grand rôle dans Kojak en tant que call-girl. Elle est aussi apparue dans FBI et dans le film The Peace Killers.
En 1980, elle a entamé une rééducation après être venue à bout d'une addiction à la drogue et à l'alcool.

### Télévision
Après son rétablissement, elle a interprété le rôle de Kelly Harper dans le soap opera Capitol, jusqu'à ce que la série soit abandonnée en 1987.
Jess Walton est probablement mieux connue pour son interprétation de Jill Foster Abbott dans le feuilleton Les Feux de l'amour. Elle a repris ce rôle en 1987, rôle joué alors en dernier par Brenda Dickson. Elle est la quatrième actrice à jouer le rôle sous contrat. Jess Walton a été récompensé pour son interprétation de Jill, et elle est la seule actrice à avoir remporté un Emmy Award pour son rôle Jill Foster Abbott. Jusqu'à maintenant, elle a gagné deux Emmys pour son travail au sein des Feux de l'amour.

## Filmographie

### Cinéma
- 1970 : Des fraises et du sang (The Strawberry Statement) : Une étudiante
- 1971 : The Peace Killers : Kristen
- 1974 : Monkeys in the Attic : Elaine
- 1999 : Wasted in Babylon : Hellen Cock
- 2005 : Paper bags (Court-métrage) : Margaret Rose
- 2006 : The Return of the Muskrats (Court-métrage) : Une actrice

### Télévision
- 1968 : Festival (série télévisée) : Sue
- 1969 : The Guns of Will Sonnett (série télévisée) : Abbey Garcia
- 1970 : The Young Lawyers (série télévisée) : Clara Smith
- 1971 : Sur la piste du crime (The F.B.I.) (série télévisée) : Mary Douglas
- 1971 : Médecins d'aujourd'hui (Medical Center) (série télévisée) : Nancy
- 1972 : Le Jeune Docteur Kildare (Young Dr. Kildare) (série télévisée) : Libby Cabot
- 1972 : Le Sixième Sens (The Sixth Sense) (série télévisée) : Lilly Warren
- 1972 : The Victim (téléfilm) : Susan Chappel
- 1972-1973 : The Bold Ones: The New Doctors (série télévisée) : Sharon McGraw
- 1972 et 1974 : Docteur Marcus Welby (série télévisée) : Naomi Sobel / Dr. Janet Oliver
- 1973 : Owen Marshall, Counselor at Law (en) (série télévisée) : Sheila Arnold
- 1973 : You'll Never See Me Again (en) (Téléfilm) : Vicky Bliss
- 1973 : Griff (en) (série télévisée) : Penny Coyle
- 1973 et 1974 : L'homme de fer (Ironside) (série télévisée) : Debbie / Jennifer
- 1973 et 1975 : Gunsmoke (série télévisée) : Patricia / Kattalin Larralde
- 1973 et 1975 : Cannon (série télévisée) : Melanie / Janet Coin / Janice Elder
- 1974 : Kojak (série télévisée) : Cheryl Pope
- 1974 : Rex Harrison Presents Stories of Love (Téléfilm) : Angelique
- 1974 : Sierra (série télévisée) : Gail
- 1975 : L'Homme qui valait trois milliards (The Six Million Dollar Man) (série télévisée) : E.J. Haskell
- 1975 : Movin' On (série télévisée) : Olivia
- 1975 : Deux cent dollars plus les frais (The Rockford Files) (série télévisée) : Laura Smith
- 1975 : Section 4 (série télévisée) : Carole Ritchie
- 1975 : Starsky et Hutch (série télévisée) : Theresa Defusto
- 1976 : Baretta (série télévisée) : Muriel
- 1976 : Les Rues de San Francisco (The Streets of San Francisco) (série télévisée) : Lois Flynn
- 1977 : Switch (série télévisée) : Angela Mendarez
- 1977 : Barnaby Jones (série télévisée) : Doris Carson
- 1977 : The Hunted Lady (série télévisée) : Kate
- 1979 : The Return of Mod Squad (Téléfilm) : Kate
- 1979 : Mme Columbo (série télévisée) : Judy Arno
- 1980 : Insight (série télévisée) : Joanna
- 1986-1987 : Capitol (série télévisée) : Kelly Harper
- Depuis 1987 : Les Feux de l'amour (The Young and the Restless) (série télévisée) : Jill Abbott Fenmore
- 2018 : Un Noël à croquer (Christmas wth a View) (Téléfilm) : Jackie Haven.

## Vie personnelle
Elle est mariée à John James, un auteur renommé. Le couple a un fils qui est né en 1981.